# Spiegelkwartier
Het Spiegelkwartier is een gebied in de Amsterdamse grachtengordel rond de Nieuwe Spiegelstraat en Spiegelgracht dat, evenals het gebied de Negen Straatjes rond de Oude Spiegelstraat, veel toeristen en dagjesmensen trekt. Alleen zijn de Negen Straatjes meer op consumenten gericht en is het Spiegelkwartier meer gericht op beeldende kunst en antiek. In dit kwartier hebben zich meerdere antiquairs en galeries gevestigd. De naam Spiegel verwijst naar de Spiegelgracht en Nieuwe Spiegelstraat vernoemd naar de Amsterdamse familie Spiegel. 'Spiegelkwartier' is bedacht door de in glas gespecialiseerde antiquair Frides Laméris, die ook een van de oprichters was van de nog altijd bestaande Vereniging Spiegelkwartier. 